# Stanisław Burkot
Stanisław Burkot (ur. 4 października 1932 w Turzy, zm. 1 czerwca 2019) – polski historyk literatury i krytyk literacki.

## Życiorys
Studia polonistyczne ukończył w 1953 r. w krakowskiej WSP. Doktorat uzyskał w 1961 r. w Instytucie Badań Literackich PAN, habilitację zaś uzyskał w 1968 r. w WSP. Od 1977 profesor nadzwyczajny, a od 1986 profesor zwyczajny. 
Był profesorem Wyższej Szkoły Pedagogicznej im. KEN w Krakowie (obecnie Uniwersytet Pedagogiczny).
Autor książek o literaturze XIX i XX wieku (m.in. Powieści współczesne J.I. Kraszewskiego, Spory o powieść w polskiej krytyce literackiej XIX w., Tadeusz Różewicz, Proza powojenna 1945-1987, Literatura polska w latach 1939-1989). Zajmuje się również opracowaniem i wydawaniem tekstów źródłowych (m.in. Korespondencja Marii Konopnickiej, Listy do rodziny J.I. Kraszewskiego). Jest autorem licznych szkiców i rozpraw publikowanych w czasopismach fachowych i książkach zbiorowych.
Był prezesem krakowskiego oddziału Stowarzyszenia Autorów Polskich. Należał do ZMP i ZMW "Wici". W latach 1954–1981 był członkiem Polskiej Zjednoczonej Partii Robotniczej. Pełnił m.in. funkcję I sekretarza OOP oraz członka Komitetu Uczelnianego PZPR w WSP. Zrezygnował z członkostwa w partii po ogłoszeniu stanu wojennego. Zasiadał w kapitule Nagrody Krakowska Książka Miesiąca od 1995.
Za wybitne osiągnięcia w dziedzinie krytyki literackiej i historii literatury XX wieku, otrzymał w roku 1987 Nagrodę im. Kazimierza Wyki, a w 1999 Krzyż Oficerski Orderu Odrodzenia Polski. 
Pochowany na Cmentarzu Prądnik Czerwony w Krakowie (mur E-I-46).

## Odznaczenia
- Krzyż Oficerski Orderu Odrodzenia Polski (1999)
- Krzyż Kawalerski Orderu Odrodzenia Polski (1980)
- Złoty Krzyż Zasługi (1973)[5]